# Carsten Thomassen
 Der er flere personer med dette navn, se Carsten Thomassen (journalist).
Carsten Thomassen (født 22. august 1948 i Grindsted) er en dansk matematiker, der siden 1981 har været professor i matematik ved Danmarks Tekniske Universitet. Han har været medlem af Det Kongelige Danske Videnskabernes Selskab siden 1990. Hans forskning angår diskret matematik med hovedvægt på grafteori. 
Thomassen blev cand.scient. 1972 fra Aarhus Universitet og erhvervede doktorgraden (PhD) i 1976 fra University of Waterloo, Ontario, Canada. I perioden 1976-1981 var han lektor ved Aarhus Universitet. Han er chefredaktør for tidsskrifterne Journal of Graph Theory og Electronic Journal of Combinatorics samt redaktør for tidsskrifterne Combinatorica, The Journal of Combinatorial Theory (Ser B), Discrete Mathematics og European Journal of Combinatorics.
Han har modtaget en Dedicatory Award ved "6th International Conference on the Theory and Applications of Graphs" (afholdt ved Western Michigan University i maj 1988), the Lester R. Ford Award uddelt af "Mathematical Association of America" i 1993 og "Faculty of Mathematics Alumni Achievement Medal" ved University of Waterloo i 2005. Han er nævnt på listen over verdens 250 mest citerede matematikere i perioden 2000-2008 på databasen "ISI Web of Knowledge".

## Hæder
- 1995: Ridder af Dannebrog
- 2012: Dansk Magisterforenings forskningspris[1]

## Ekstern ehenvisninger
- Carsten Thomassens hjemmeside hos DTU
- ISI Highly Cited